# Ekaterini Sotiriu
Ekaterini „Katerina” Sotiriu (grec. Αικατερίνη „Κατερίνα” Σωτηρίου; ur. 3 stycznia 1984 w Atenach) – grecka koszykarka, występująca na pozycji silnej skrzydłowej, reprezentantka kraju, od 2022 zawodniczka Panathinaikosu Ateny.

## Osiągnięcia
Na podstawie, o ile nie zaznaczono inaczej.

### Drużynowe
- Mistrzyni Grecji (2011, 2018–2020)[3][4][5]
- Wicemistrzyni:
  - Superpucharu Europy FIBA (2010)[6]
  - Grecji (2010, 2023)[7][8]
- 3. miejsce w EuroCup (2011)
- Zdobywczyni Pucharu Grecji (2009, 2011, 2018, 2019, 2023)[9][4][5][8]
- Uczestniczka międzynarodowych rozgrywek:
  - Euroligi (2018–2020)
  - Eurocup (2008/2009, 2010/2011, 2017/2018, 2019–2023)

### Indywidualne
(* – nagrody przyznane przez portal eurobasket.com)
- Najlepsza zawodniczka krajowa ligi greckiej (2015)*[10]
- Uczestniczka meczu gwiazd (2008, 2011)[11][3]
- Zaliczona do*:
  - I składu:
    - ligi greckiej (2011)[3]
    - zawodniczek krajowych ligi greckiej (2010, 2015, 2018, 2019, 2023)[7][10][4][5][8]
    - defensywnego ligi greckiej (2015)[10]

  - II składu ligi greckiej (2010, 2019)[7][5]
  - honorable mention ligi węgierskiej (2021)[12]

### Reprezentacja

#### Seniorska
- Uczestniczka:
  - igrzysk śródziemnomorskich (2009 – 4. miejsce)
  - mistrzostw:
    - świata (2010 – 11. miejsce, 2018 – 11. miejsce)
    - Europy (2009 – 5. miejsce, 2011 – 13. miejsce, 2015 – 10. miejsce, 2017 – 4. miejsce, 2021 – 16. miejsce)

  - kwalifikacji do Eurobasketu (2013, 2015, 2017, 2019, 2021, 2023)

#### Młodzieżowe
- Uczestniczka:
  - mistrzostw Europy: 
    - U–18 (2002 – 7. miejsce)
    - U–16 (1999 – 7. miejsce)

  - kwalifikacji do Eurobasketu:
  - U–20 (2004)
    - U–18 (2000, 2002)
    - U–16 (1999)